# Cruzeiro das Lajes (Lajes)
O Cruzeiro das Lajes é um monumento religioso português localizado na Rua do Cruzeiro (que lhe dado o nome) à freguesia das Lajes, Município da Praia da Vitória, faz parte do Inventário do Património Histórico e Religioso da Praia da Vitória e remonta ao Século XIX.
Este monumento apresenta-se em parte embutido num muro que serve de suporte a terras agrícolas e é formado por um pano de muro mais elevado tendo ao centro um nicho enquadrado por um arco de volta perfeita assente em impostas e pilastras.
A parte superior deste pano do muro foi rematada por uma cornija que é encimada a meio por um pilarete de secção quadrangular, entre volutas, que suporta uma cruz metálica. As pilastras de remate lateral do conjunto são encimadas por pináculos. No interior do nicho existe um altar dotado de avental recortado, atrás do qual se situa um segundo nicho, com uma porta de vidro, onde se encontra uma imagem da Virgem Maria.
Esta construção foi elaborada em alvenaria de pedra rebocada e caiada a cal de cor branca, com a excepção do soco que é saliente, das pilastras, da cornija, das molduras, do altar e dos pináculos que são em cantaria pintada de cor preta.